# Світова медична академія імені А. Швейцера
Світова медична академія імені А. Швейцера
1998 року на установчих зборах у Варшаві (Польща) було створено Світову медичну академію імені А. Швейцера[джерело?]
А. Швейцер (1875–1965) – німецький філософ, медик, місіонер, лауреат Нобелівської премії миру 1952 року.
Ініціатором створення нової інституції став президент Польської академії медичних наук професор К. Імелінський, якого було обрано очільником Світової академії.[джерело?]
Нагорода Академії - Золота медаль Світової академії медицини Альберта Швейцера.